# 竹子腳 (嘉義縣六腳鄉)
竹子腳，原寫為竹仔腳，是臺灣嘉義縣六腳鄉的一個傳統地域名稱，位於該鄉北部中央凸出部分。日治初期為大槺榔西堡竹仔腳庄，相較於今日行政區，其範圍大致包括竹本村不含西南端、永賢村南大半部、魚寮村不含東南部四村交界點附近地區，以及因北港溪河道變遷而劃出縣界的雲林縣水林鄉山腳村東南端、松北村東北端。

## 歷史
台灣日治初期，竹子腳地區為一（舊制）街庄，稱為「竹仔腳庄」，隸屬於大槺榔西堡。昔日該庄西及北隔北港溪與頂蔦松庄、蕃薯厝庄、後藔庄、溪墘厝庄為界，東與港尾藔庄、三姓藔庄為鄰，南邊為潭仔漧庄、六腳佃庄。
1901年（日治明治三十四年）11月，全台廢縣廳改設二十廳，該庄隸屬於嘉義廳。1903年（明治三十六年）6月，該庄編入「六腳佃區」，隸屬於嘉義廳。1909年（明治四十二年）10月，合併二十廳為十二廳，六腳佃區仍隸屬於嘉義廳。1920年（大正九年），全台地方制度大改正，廢十二廳改設五州二廳，該庄改制並雅化為「竹子腳」大字，隸屬於臺南州東石郡六腳庄（新制街庄）。
戰後六腳庄改制為六腳鄉，隸屬於臺南縣，大字亦改制為村。1950年10月，雲、嘉、南分治，六腳鄉改隸屬於嘉義縣。

## 聚落
本地區發展較早的聚落有竹仔腳、魚藔等，在日治期初期的官方地圖上已有記載。此外，本地區尚有新庄子、頂魚寮、田魚寮等聚落。

## 交通
省道台19線又稱「中央公路」，是彰化至台南永康的幹道，經過本地區新庄子、田魚寮兩個聚落。由該道路北行可前往雲林縣北港鎮、元長鄉、襃忠鄉、崙背鄉等地；南行可前往朴子市、義竹鄉、臺南市鹽水區、學甲區等地。
鄉道嘉51線是竹仔腳至潭仔墘的道路。
鄉道嘉52線是竹仔腳至田魚寮的道路。

## 學校
- 新生國小（已廢校）